# Alice's Wonderland
Pour les articles homonymes, voir Alice Comedies.
Série Alice Comedies
Alice's Day at Sea
(1924)
Pour plus de détails, voir Fiche technique et Distribution.
Alice's Wonderland est un court métrage d'animation américain muet sorti en 1923.
Produit par le studio Laugh-O-Gram, fondé par Walt Disney à Kansas City juste avant sa mise en faillite en juillet 1923 et le départ de Disney pour Hollywood, il constitue le pilote de la série de courts métrages Alice Comedies.

## Synopsis
La jeune Alice entre dans un studio de dessins animés pour voir comment ces derniers sont créés. Les animateurs lui montrent leurs productions. Les personnages des dessins prennent vie et jouent autour d'Alice qui se réjouit de ces visions. La nuit venue, Alice est retournée dans son lit et rêve du monde des toons, Cartoonland qui l'accueillent et jouent avec elle. Après quelques jeux, un danger survient. Un groupe de lions s'échappe d'une cage et prend la jeune fille en chasse.

## Fiche technique
- Titre original : Alice's Wonderland ; Alice in Slumberland (ressortie)
- Série : Alice Comedies
- Réalisation : Walt Disney
- Animation : Hugh Harman, Rudolf Ising, Ub Iwerks, Carman Maxwell
- Photographie : Rudolf Ising, Ub Iwerks
- Production : Walt Disney
- Société de production : Laugh-O-Gram Films
- Société de distribution : Margaret J. Winkler
- Pays :  États-Unis
- Format d'image : noir et blanc - 35 mm - 1,37:1 - muet
- Genre : animation et prises de vues réelles
- Durée : 12 min 29[1]
- Dates de sortie : 
  - 16 octobre 1923 (États-Unis)[2]
  - diffusion privée sous le titre Alice in Slumberland à partir 29 septembre 1926 (États-Unis)[3],[1]

## Distribution
- Virginia Davis : Alice
- Margaret Davis : la mère d'Alice

## Commentaires
Le film n'a jamais été diffusé au cinéma sous le titre Alice's Wonderland, sauf de manière privée aux distributeurs potentiels. Il a été rebaptisé Alice in Slumberland et projeté sous ce titre à partir du 29 septembre 1926.
Margaret Davis qui joue ici le rôle de la mère d'Alice, était en réalité la tante de Virginia Davis.
Un chat facétieux alors anonyme apparaît dans le film. Il sera baptisé Julius lors du troisième film de la série, Alice's Spooky Adventure (1924).